# Grete Gross (Grafikerin)
Adrienne Elisabeth Margarethe (Grete) Gross (* 7. April 1890 in Riga; † unbekannt) war eine russisch-deutsche Gebrauchsgrafikerin. Sie erlangte in den 1920er Jahren Bekanntheit als Werberin und engagierte sich für den Feminismus.

## Ausbildung
Gross kam als Deutsch-Baltin im damals russischen Riga zur Welt. Schon dort nahm sie Zeichenunterricht, verließ aber 1911 ihre Heimat, um an der Staatlichen Kunstgewerbeschule Hamburg (umbenannt in Hochschule für Bildende Künste) zu studieren. Sie belegte u. a. Kurse bei Wilhelm Niemeyer, Carl-Otto Czeschka, Willy Tietze und Paul Helms zu den Themen Zeichnen von Lithografen, Aktzeichnen und Grafik.
Unterbrochen wurde ihr Studium durch den Ersten Weltkrieg: Bei einem Aufenthalt in Wien wurde Gross ein halbes Jahr in einem Kloster interniert, bis sie durch Bemühen ihrer Verwandten zurück nach Riga kam. Von dort stammt ihr ältestes bekanntes Werk, eine Anzeige für die Baltische Illustrierte Zeitung. Im Winter 1918/1919 flüchtete Gross und gelangte über Stettin zurück nach Hamburg, um ihr Studium zu beenden.

## Berufliche Tätigkeit
1919 machte Grete Gross sich als eine der ersten Gebrauchsgrafikerinnen Hamburgs selbständig. Es entstanden Arbeiten für Samurai Zigaretten, die Weberei Pausa und Montblanc Füllfederhalter. 1919 und 1920 stellte sie ihre Plakate und Verpackungen auf der Leipziger Grassi-Messe aus. Darüber hinaus war sie auch in der Hamburger Künstlerszene aktiv und gestaltete die Plakate für die Kostümfeste Die Dämmerung der Zeitlosen und Das Fest in Rot.

### Montblanc Werbeleiterin
Anfangs wohl noch parallel zur freiberuflichen Tätigkeit trat Gross am 1. August 1919 eine Stelle beim Schreibgerätehersteller Montblanc (damals: Simplo Füllfedergesellschaft) an. Sie schuf dort Werbeanzeigen, Schaufensterdekorationen und Verpackungen und gilt als Schöpferin der bis heute nur leicht veränderten Wortmarke. Ihren Stil kennzeichneten stilisierte Formen, dynamische Layouts und kräftige Typografie. Bis heute eindrucksvoll sind die von ihr konzipierten Aktivitäten, um die Bekanntheit der Marke systematisch zu steigern. So verband sie die Darstellung übergroßer Produkte mit Flugzeugen oder Automobilen, die als Werbeträger im Umfeld von Messen oder an Urlaubsorten eingesetzt wurden. Die Werbegrafikerin ging damit konzeptionell über zuvor bekannte Grenzen ihres Berufsfeldes hinaus, sie prägte damit das Markenbild und machte Karriere: Mit Unterstützung des Firmenmitinhabers Wilhelm Dziambor baute sie eine hausinterne Werbeabteilung auf, leitete diese und wurde 1925 Prokuristin.
Diese für eine Frau zu damaliger Zeit ungewöhnliche Stellung machte Gross als Reklamefachfrau bekannt und ermöglichte ihr einen gehobenen Lebensstil. Sie reiste 1928 als Rednerin in die USA zu einer Fachtagung und gab 1931 ein Zeitungsinterview in der Serie Hamburgs schaffende Frauen. Im gleichen Jahr ist sogar eine Fahrt mit dem Luftschiff Graf Zeppelin dokumentiert.

### Gre-Gro Meisterwerkstätten und Werbeberatung
Ende 1934 verließ Grete Gross Montblanc nach einem Wechsel der Geschäftsführung. Sie gründete am Hamburger Jungfernstieg ihr eigenes Werbestudio – die Gre-Gro Meisterwerkstätten. Über ihre Arbeiten und Kunden dort ist wenig bekannt. 1934 ist ihr Mitwirken an einer der ersten NS-Propaganda-Messen in Bremen dokumentiert: Auf dem von ihr gestalteten Stand der Hamburger Frauenwirtschaftskammer wurde die Rolle der Frau im NS-Staat in Form verschiedener Bühnenbilder thematisiert, darunter zum Thema „Umschulung“ – „Das schulentlassene Mädchen und die berufsfremde Frau werden (…) dem Haushalt zugeführt“. In einem anderen Bühnenbild wird der „Ausschuß für Gewerbe“ vorgestellt, der die „Frauenarbeit im Bekleidungsgewerbe“ fördert. Der berichtende Journalist fasst die Aussage der Bühnenbilder wie folgt zusammen: Die berufstätige Frau sei nicht mehr „Konkurrentin des Mannes, sondern an seiner Seite, sei es als der Lebenskamerad oder an der Arbeitsstätte.“ Gross war zu diesem Zeitpunkt bereits Mitglied in der im November 1933 gegründeten „Nationalsozialistischen Reichsfachschaft deutscher Werbefachleute (NSRDW)“, deren Mitgliedschaft für gebrauchsgrafisch tätige Menschen ab 1938 verpflichtend wurde; ein aktives politisches Engagement im Nationalsozialismus ist bisher nicht bekannt.
Gross’ letzte bekannte gebrauchsgrafische Arbeit ist eine Neujahrskarte für die Hamburger Verkehrsmittel-Werbung GmbH von 1936/1937.
Kurz darauf verließ Grete Gross Hamburg und ließ sich als Werbeberaterin in Frankfurt am Main nieder.

### Schreibwarenhandel
Da die Werbebranche Grete Gross spätestens mit Ausbruch des Zweiten Weltkrieges kein Auskommen mehr bot, zog sie im Januar 1940 nach Lodsch (ab Mitte 1940 Litzmannstadt, heute Łódź). Eine Anerkennung als baltendeutsche Umsiedlerin blieb ihr aufgrund ihrer 1924 erworbenen deutschen Staatsbürgerschaft verwehrt, trotzdem übernahm sie dort als kommissarische Verwalterin einen höchstwahrscheinlich enteigneten Schreibwarenladen im Stadtzentrum. Im September 1940 eröffnete sie das Geschäft neu als Grete Gross Zeichen- und Bürobedarf und betrieb es bis mindestens August 1944. Über Grete Gross Verbleib nach der Einnahme Litzmannstadts durch die Rote Armee im Januar 1945 ist nichts bekannt.

## Feministisches Engagement
Neben ihrem Beruf engagierte sich Grete Gross im 1929 gegründeten Verband der werbetätigen Frauen Deutschlands e.V., in dem sie 2. Vorsitzende war. Der Verband wurde geprägt von Anhängerinnen der bürgerlichen Frauenbewegung um die DVP-Abgeordnete Katharina von Kardorff-Oheimb, die 1. Ehrenvorsitzende war. 1931 gehörte Grete Gross zu den Gründungsmitgliedern des ersten deutschen Zonta-Clubs, eines Vereins mit dem Ziel, die Stellung der Frau zu fördern.

## Ausstellungen
- Seit 2022: Inspire Writing, Montblanc Haus, Hamburg[27]
- 2023: The F*word – Guerrilla Girls und feministisches Grafikdesign, Museum für Kunst und Gewerbe Hamburg, 16.02.-17.09.2023[28]
- 2023: Wiki Women – Wissen gemeinsam ergänzen, Museum für Kunst und Gewerbe Hamburg, 27.05.–24.09.2023.[29]